# NGC 1023A
NGC 1023A is een onregelmatig sterrenstelsel in het sterrenbeeld Perseus.

## Synoniemen
- PGC 10139